# Masters de tennis masculin 1973
Le Masters Grand Prix 1973 est la 4e édition du Masters de tennis masculin, qui réunit les huit meilleurs joueurs disponibles en fin de saison ATP en simple. La compétition de double n'est pas organisée cette année-là.

## Faits marquants
En présence de la quasi-totalité des meilleurs joueurs mondiaux, le tenant du titre et favori Ilie Năstase remporte son troisième Masters consécutif. Seul l'américain Tom Gorman le bat en poule.
En demi-finale, alors qu'il sert pour le gain du match, John Newcombe est obligé d'abandonner, victime d'un muscle froissé du genou.

## Participants
| #  | Rang | Joueur         | Pays            |
| -- | ---- | -------------- | --------------- |
| 1. | 1    | Ilie Năstase   | Roumanie        |
| 2. | 2    | John Newcombe  | Australie       |
| 3. | 3    | Jimmy Connors  | États-Unis      |
| 4. | 4    | Tom Okker      | Pays-Bas        |
| 5. | 5    | Stan Smith     | États-Unis      |
| 6. | 7    | Manuel Orantes | Espagne         |
| 7. | 9    | Jan Kodeš      | Tchécoslovaquie |
| 8. | 11   | Tom Gorman     | États-Unis      |

## Phase de groupes

### Groupe 1
Résultats
| Vainqueur     | Vaincu        | Score         |
| John Newcombe | Jan Kodeš     | 6-4, 6-1      |
| Tom Gorman    | Ilie Năstase  | 6-4, 6-1      |
| Jan Kodeš     | Tom Gorman    | 6-3, 3-6, 6-3 |
| Ilie Năstase  | John Newcombe | 7-5, 6-3      |
| Ilie Năstase  | Jan Kodeš     | 6-4, 2-6, 6-4 |
| John Newcombe | Tom Gorman    | 3-6, 6-2, 6-2 |

Classement
| #  | Rang | Joueur        | Matches G - P | Sets G - P | Jeux G - P |
| -- | ---- | ------------- | ------------- | ---------- | ---------- |
| 1. | 1    | Ilie Năstase  | 2 - 1         | 4 - 3      | 32 - 34    |
| 2. | 2    | John Newcombe | 2 - 1         | 4 - 3      | 35 - 28    |
| 3. | 9    | Jan Kodeš     | 1 - 2         | 3 - 5      | 34 - 38    |
| 4. | 11   | Tom Gorman    | 1 - 2         | 4 - 4      | 34 - 35    |

### Groupe 2
Résultats
| Vainqueur     | Vaincu         | Score         |
| Tom Okker     | Manuel Orantes | 6-1, 6-3      |
| Jimmy Connors | Stan Smith     | 6-0, 3-6, 7-6 |
| Tom Okker     | Jimmy Connors  | 7-5, 6-3      |
| Stan Smith    | Manuel Orantes | 7-5, 4-6, 6-3 |
| Tom Okker     | Stan Smith     | 7-6, 6-3      |
| Jimmy Connors | Manuel Orantes | 6-3, 6-2      |

Classement
| #  | Rang | Joueur         | Matches G - P | Sets G - P | Jeux G - P |
| -- | ---- | -------------- | ------------- | ---------- | ---------- |
| 1. | 4    | Tom Okker      | 3 - 0         | 6 - 0      | 38 - 21    |
| 2. | 3    | Jimmy Connors  | 2 - 1         | 4 - 3      | 36 - 30    |
| 3. | 5    | Stan Smith     | 1 - 2         | 3 - 5      | 38 - 43    |
| 4. | 7    | Manuel Orantes | 0 - 3         | 1 - 6      | 23 - 41    |

## Phase finale
|  |               |            |            |            |              |     |   |        |        |        |        |        |        |        |
|  | 1/2 finale    | 1/2 finale | 1/2 finale | 1/2 finale | 1/2 finale   |     |   | Finale | Finale | Finale | Finale | Finale | Finale | Finale |
|  |               |            |            |            |              |     |   |        |        |        |        |        |        |        |
|  |               |            |            |            |              |     |   |        |        |        |        |        |        |        |
|  | Ilie Năstase  | (1)        | 6          | 7          |              |     |   |        |        |        |        |        |        |        |
|  | Ilie Năstase  | (1)        | 6          | 7          |              |     |   |        |        |        |        |        |        |        |
|  | Jimmy Connors | (3)        | 3          | 5          |              |     |   |        |        |        |        |        |        |        |
|  | Jimmy Connors | (3)        | 3          | 5          | Ilie Năstase | (1) | 6 | 7      | 4      | 6      |        |        |        |        |
|  |               |            |            |            |              | (1) | 6 | 7      | 4      | 6      |        |        |        |        |
|  |               |            | Tom Okker  | (4)        | 3            | 5   | 6 | 3      |        |        |        |        |        |        |
|  | John Newcombe | (2)        | Tom Okker  | (4)        | 3            | 5   | 6 | 3      | 6      | 5      | 5ab.   |        |        |        |
|  | John Newcombe | (2)        |            |            |              |     |   |        | 6      | 5      | 5ab.   |        |        |        |
|  | Tom Okker     | (4)        | 3          | 7          | 3            |     |   |        |        |        |        |        |        |        |
|  | Tom Okker     | (4)        | 3          | 7          | 3            |     |   |        |        |        |        |        |        |        |